# Scelotrichia supsup
Scelotrichia supsup är en nattsländeart som beskrevs av Wells 1990. Scelotrichia supsup ingår i släktet Scelotrichia och familjen smånattsländor. Inga underarter finns listade i Catalogue of Life.